# Сахарная Головка
Са́харная Голо́вка (укр. Сахарна Головка, крымскотат. Saharnaya Golovka, Сахарная Головка) — посёлок в Балаклавском муниципальном округе Балаклавского района города Севастополя (согласно административно-территориальному делению УССР и Украины с 1957 года не имеет статуса отдельного населённого пункта в составе Балаклавского района Севастопольского горсовета; в 2014 году населённый пункт был восстановлен).

## География
Расположен в северо-западной части района, на правом берегу реки Чёрной, в 24 км от центра Севастополя, соседние населённые пункты: Штурмовое — в 1 км на юг, Октябрьский — в 2 км западнее и Инкерман — в 3 км на северо-запад.

## История
Совхоз № 10 был организован решением Севастопольского райкома ВКП (б) 15 июня 1929 года — эта дата считается днём рождения посёлка, при этом никакого населённого пункта на последних довоенных картах на этом месте ещё нет. Таким образом время создания посёлка и присвоения названия Сахарная Головка пока не ясно, известно, что в 1957 году он был лишён статуса отдельного населённого пункта, но являлся центральной усадьбой совхоза «Севастопольский» (бывший совхоз № 10) в составе Балаклавского района Севастопольского горсовета. В соответствии с законом города Севастополя от 3 июня 2014 года № 17 − ЗС «Об установлении границ и статусе муниципальных образований в городе Севастополе» в составе новообразованного Балаклавского муниципального округа Балаклавского района был воссоздан и посёлок Сахарная Головка.
Во время обороны Севастополя тут проходила линия обороны II сектора СОР. Весной полковник Н. Ф. Скутельник был назначен командующим II сектором обороны СОР, в котором в долине реки Черной находилась 386-я стрелковая дивизия, 8-я и 7-я бригады морской пехоты. Сектор имел длину 17,5 км и шел по вершинам высот и обратным склонам горы Гасфорта, Телеграфный холм и высот над Чоргунью и до Шули. Дивизия также имела два опорных пункта, оборудованных дотами и полевыми укреплениями, на вершинах гор Кара-Коба и Сахарная Голова или вблизи них.
В посёлке трудилась Клавдия Петровна Кукушкина — овощевод совхоза, Герой Социалистического Труда.

## Современное состояние
В посёлке имеются средняя школа, Дворец культуры «Севастопольский», детский сад № 83 Солнышко, православный храм святителя Луки, отделение почтовой связи № 19, с Севастополем и другими населёнными пунктами города Сахарная Головка связана автобусным сообщением.
В поселке Сахарная головка, где в 1942 году проходила линия обороны дивизии, на улице Нефтяной установлен Памятник воинам 386-й стрелковой дивизии, командир полковник Н. Ф. Скутельник. Мемориальная надпись: "Воинам 386 стрелковой дивизии".
Во дворе школы №17 установлен Памятный знак. Аллея памяти воинов 263-й Сивашской стрелковой дивизии, участвовавших в освобождении Севастополя в 1944 году.

## Население
| 2011 | 2014  | 2021  |
| ---- | ----- | ----- |
| 3523 | ↗4146 | ↗6194 |

Численность населения посёлка по данным переписи населения по состоянию на 14 октября 2014 года составила 4146 человек. На 1998 год проживало 3523 человека, по оценке на 2011 год — 3523 человека; площадь — 124,4 гектара. В посёлке находится центральная усадьба совхоза «Севастопольский», действует детский сад № 83.